# Project FIRE

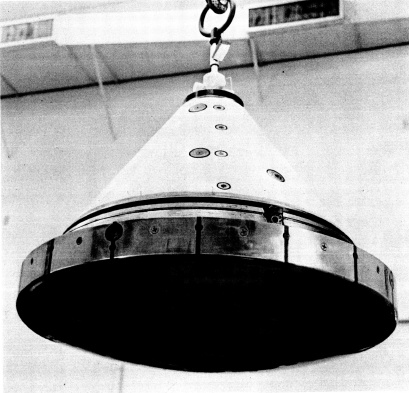
FIRE-2-Wiedereintrittskörper

Project FIRE (auch Flight Investigation of the Reentry Environment, deutsch: Fluguntersuchung der Wiedereintrittsumgebung) war ein Forschungsprogramm der NASA, mit dem Technologien für den Hitzeschild der Apollo-Kapseln erprobt wurden. Ziel war es, Messwerte von verschiedenen Hitzeschildmaterialien bei bis dato unerreichten Geschwindigkeiten beim Wiedereintritt zu erhalten.
Die beiden Missionen des FIRE-Programms wurden vom Langley Research Center durchgeführt. Die Republic Aviation Company entwickelte und baute die FIRE-Wiedereintrittskörper, Radio Corporation of America (RCA) lieferte die Kommunikationssysteme und Ling-Temco-Vought baute die Beschleunigungseinheit („Velocity Package“). Als Trägerrakete diente eine Convair Atlas-D.
Die Resultate dieser Missionen ermöglichten es den Apollo-Kapseln, nach ihrem Flug zum Mond sicher in die Erdatmosphäre einzutreten.

## Aufbau des FIRE-Wiedereintrittskörpers

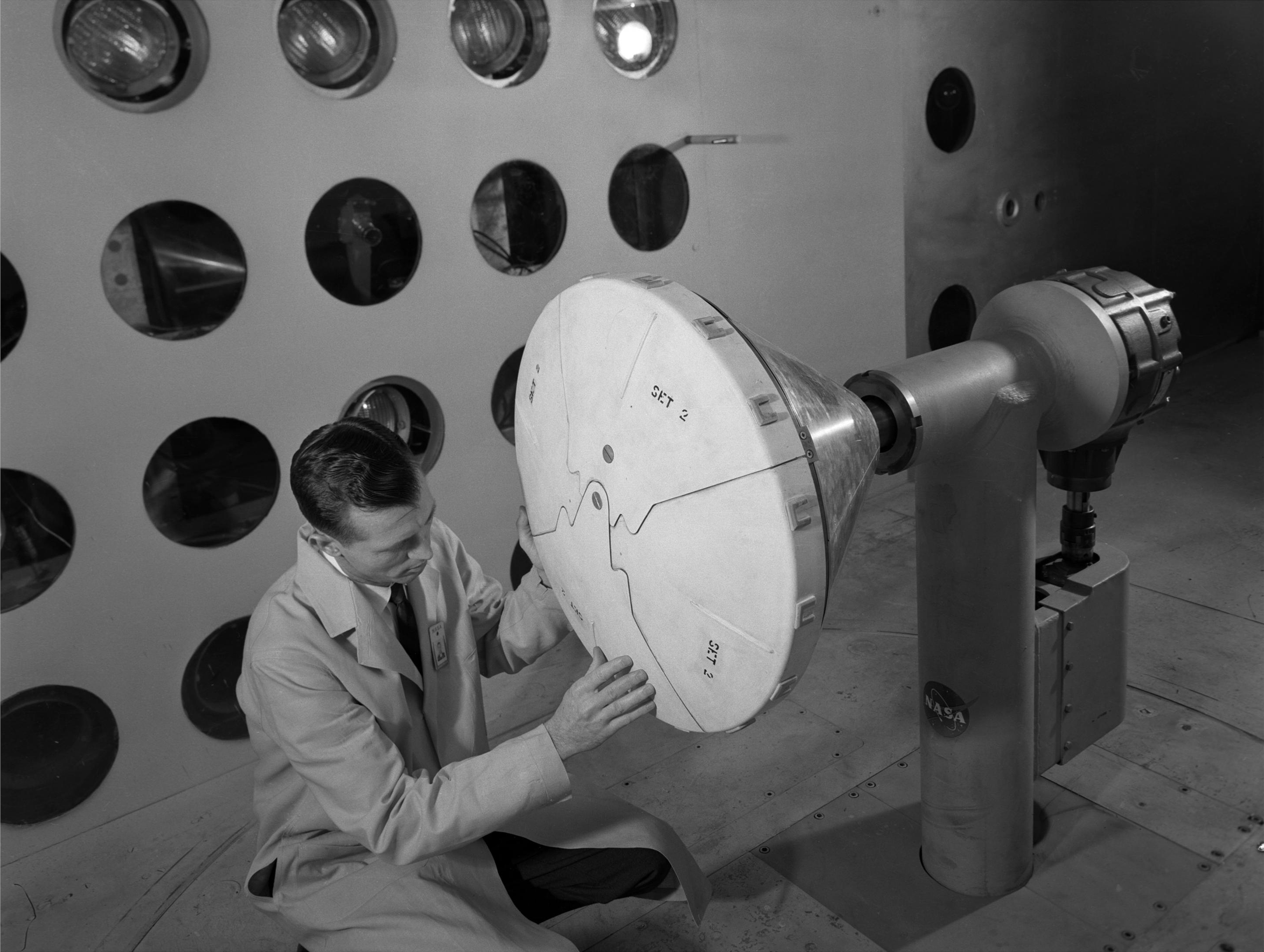
Vorbereitung eines Windkanaltests einer FIRE-Kapsel. Die vier Segmente des Hitzeschilds sind erkennbar.

Der 86,5 kg schwere Wiedereintrittskörper hatte das kegelförmige Aussehen eines verkleinerten Apollo-Kommandomoduls. Die stumpfe Seite, mit der das Objekt voran in die Erdatmosphäre wieder eintrat, trug einen aus vier Segmenten bestehenden ablativen Hitzeschild. Im Inneren des Wiedereintrittskörpers befanden sich Temperaturmessgeräte, um die Effizienz der Materialien zu erfassen, sowie Radiometer zur Messung der Wärmestrahlung im Umfeld des Wiedereintrittskörpers. Die Daten wurden zunächst auf Band gespeichert, da während des Wiedereintritts durch Ionisation der umgebenden Luft zunächst eine Funkverbindung unmöglich war. Nachdem die FIRE-Kapseln soweit abgebremst waren, dass die Ionisation aufhörte, wurden die gesammelten Daten mehrfach bis zum Aufschlag gesendet. Eine Bergungsvorrichtung befand sich nicht an Bord, so dass die Wiedereintrittskörper beim Auftreffen auf die Meeresoberfläche verloren gingen.

## Trägerrakete

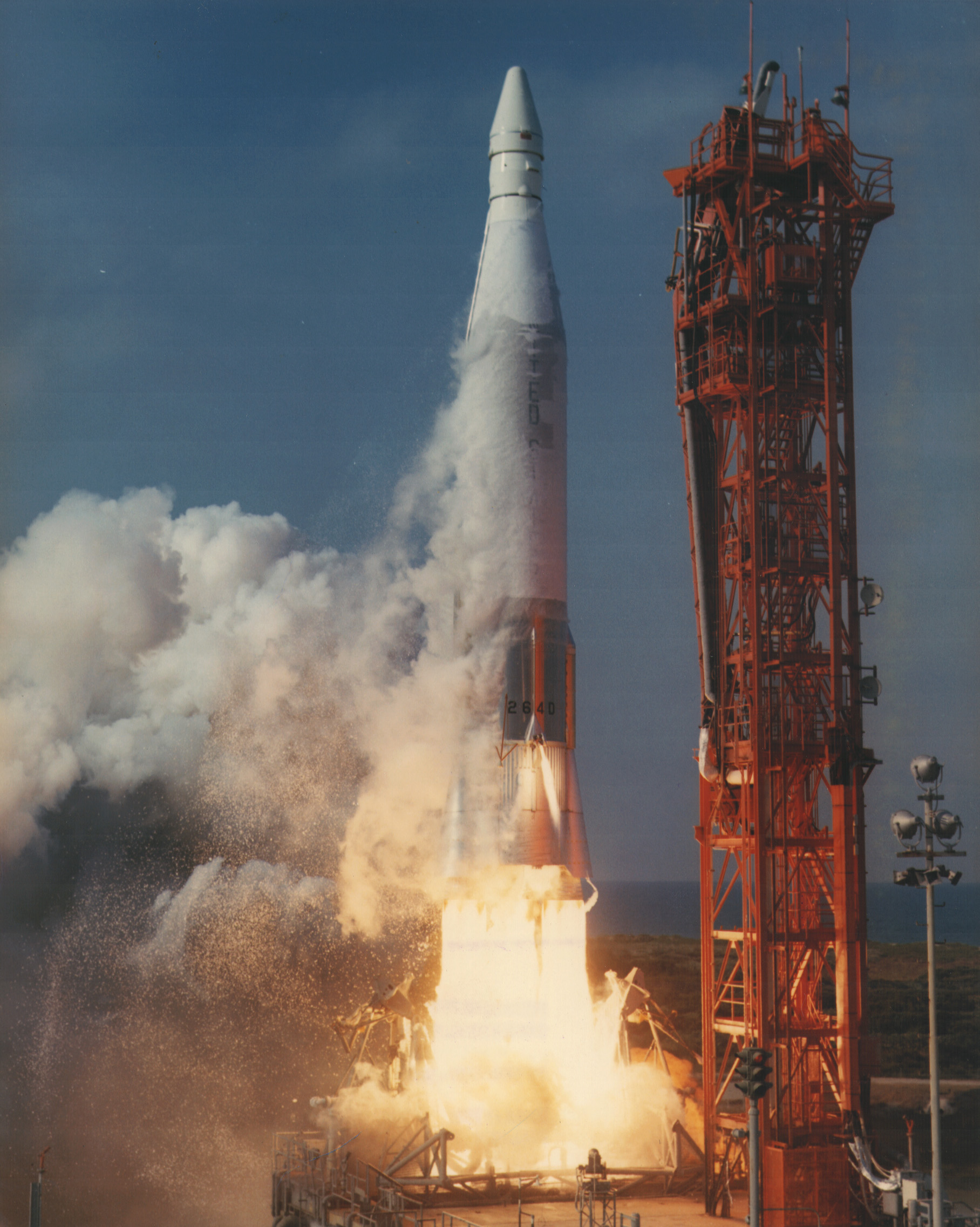
Start von FIRE 2 mit einer Rakete des Typs Atlas-D Antares

Für den Start der Missionen kam jeweils eine Atlas-D-Rakete mit einer Antares-2-Oberstufe zum Einsatz. Obwohl die Atlas-D-Erststufe der Interkontinentalraketenversion weitgehend entsprach, handelte es sich hier um Stufen, die explizit für diese NASA-Missionen gebaut wurden.
Die Antares-2-Oberstufe stammte aus dem Scout-Programm, wo sie als dritte Stufe Verwendung fand. Diese Stufe war über eine Adaptersektion mit der Atlas-Rakete verbunden, die nach der Abtrennung von der Trägerrakete für die richtige Ausrichtung der Antares-Stufe sorgte und diese mit Hilfe von zwei kleinen Raketenmotoren spinstabilisierte. Kurz vor der Zündung wurde die Adaptersektion abgetrennt. Das Antares-Triebwerk hatte eine Brenndauer von 30 Sekunden und beschleunigte die FIRE-Kapsel auf eine Geschwindigkeit von über 40.000 km/h. Nach dem Ausbrennen der Antares-Stufe wurde die FIRE-Kapsel abgetrennt. Da sie bereits mit dem Hitzeschild voran auf der Oberstufe montiert war, war eine Ausrichtung danach nicht mehr nötig. Die abgetrennte Antares-Stufe wurde von einer kleinen am Nutzlastadapter angebrachten Rakete in Taumelbewegungen versetzt, damit sie beim Wiedereintritt stärkerem Luftwiderstand ausgesetzt war und sich so weiter vom FIRE-Wiedereintrittskörper entfernte.

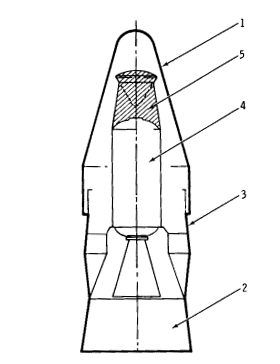
Aufbauschema der Antares-Oberstufe
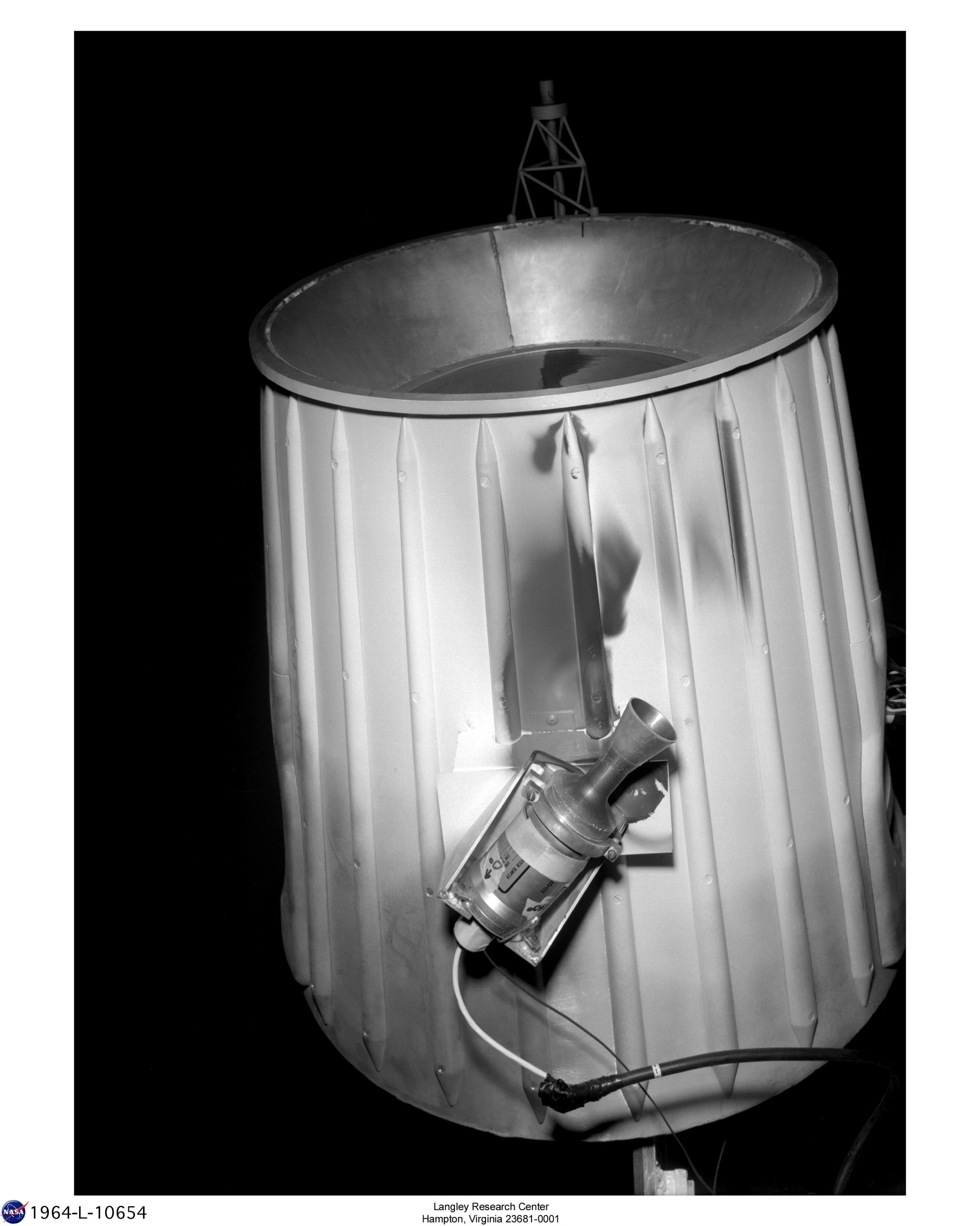
Nutzlastadapter mit Taumelraketenmotor
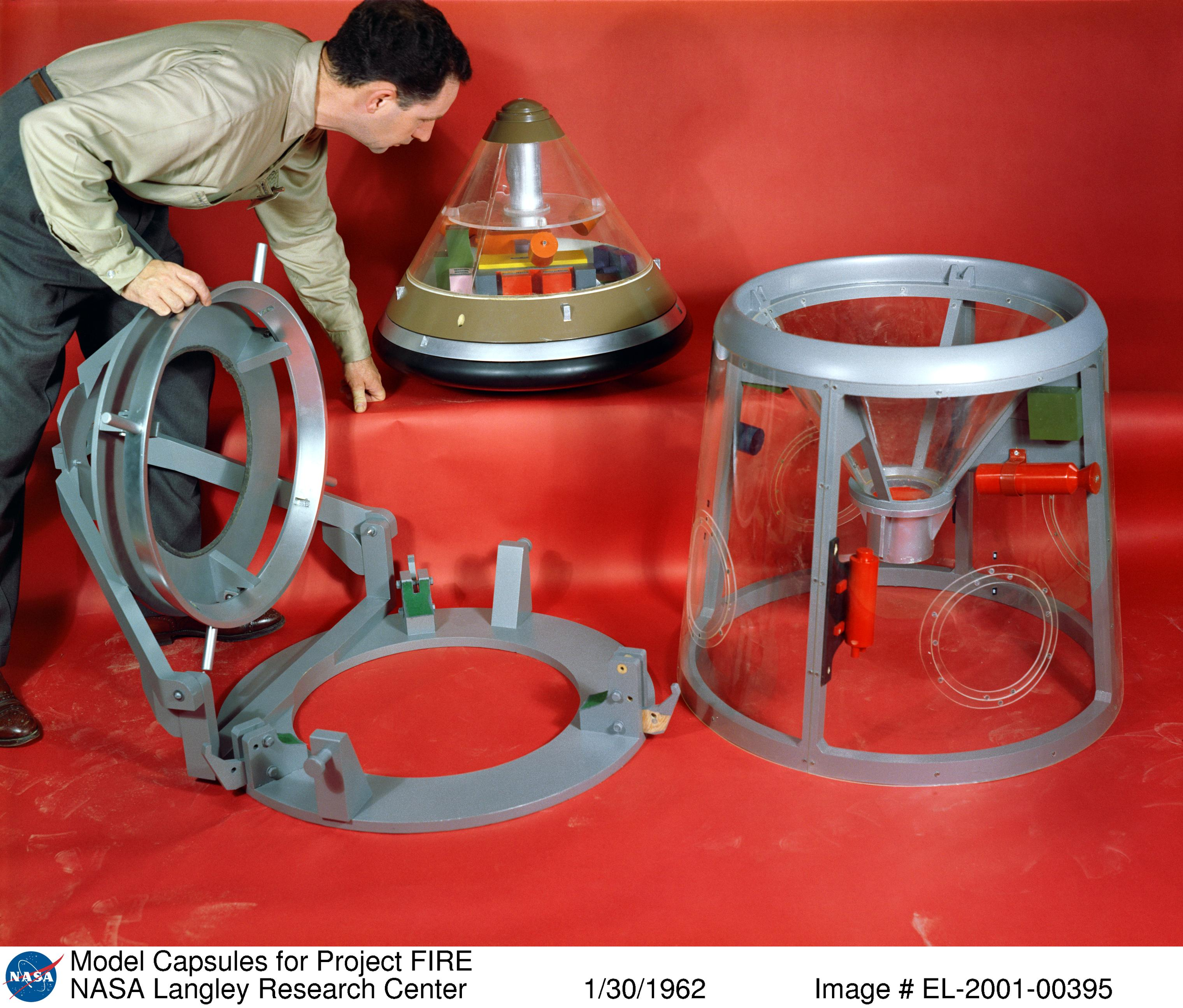
Modelle der Nutzlasthalterungen und der FIRE-Kapsel

## Missionsverlauf

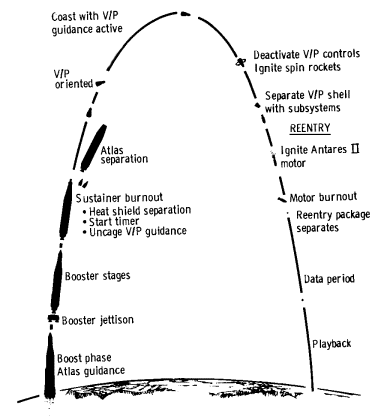
Schema der Flugbahn

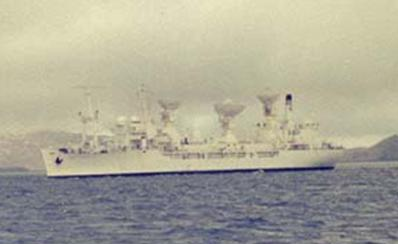
Bahnverfolgungsschiff USNS General H. H. Arnold (T-AGM-9)

Die Atlas-D als erste Stufe trug die FIRE-Nutzlast samt Oberstufe („Velocity Package“) auf eine ballistische suborbitale Flugbahn. Nach dem Ausbrennen der ersten Stufe wurde die Oberstufe mitsamt der Lageregelungseinheit in der Adaptersektion abgetrennt. Diese flogen zunächst antriebslos weiter auf der ballistischen Flugbahn, die eine Scheitelhöhe von 805 km erreichte. Dabei wurde die Oberstufe von der Lageregelungseinheit in die korrekte Orientierung gebracht und anschließend zur Stabilisierung in Rotation versetzt. Auf dem absteigenden Ast der Flugbahn zündete nach etwa 26 Minuten Flugzeit die Oberstufe und beschleunigte die Nutzlast auf über 40.000 km/h. Anschließend wurde die FIRE-Nutzlast von der Oberstufe getrennt und trat in die Atmosphäre ein.
Während des Wiedereintritts wurde kontinuierlich die Temperatur des Hitzeschilds gemessen sowie die Umweltbedingungen der ionisierten Atmosphäre außerhalb der Kapsel erfasst und auf dem Datenrekorder gespeichert. Sobald nach dieser Phase der Funkkontakt wieder möglich war, wurden die Daten zu einer Bodenstation auf der Insel Ascension sowie zu Flugzeugen und Bahnverfolgungsschiffen im Zielgebiet (darunter die USNS General H. H. Arnold (T-AGM-9) bei der ersten Mission und die USNS Twin Falls (T-AGM-11) bei der zweiten) übertragen. Die Kapseln selbst schlugen ungebremst im Atlantik ein und wurden nicht geborgen.
FIRE 1 erreichte beim Wiedereintritt in die Erdatmosphäre eine Geschwindigkeit von 40.501 km/h, was zu einer Maximaltemperatur von 11.400 K des Hitzeschilds führte. Die Sonde übertrug die gesammelten Messdaten während der Wiedereintrittsphase erfolgreich an die Bodenstationen. Nach 32 Minuten Flugzeit schlug die Sonde im Südatlantik ein.
FIRE 2, auch „flying Thermometer“ („fliegendes Thermometer“) genannt, erreichte eine Maximalhöhe von 805 km. 26 Minuten nach dem Start zündete die Oberstufe und beschleunigte den Wiedereintrittskörper auf eine Geschwindigkeit von 40.877 km/h, wobei am Hitzeschild Temperaturen von bis zu 11.206 K gemessen wurden. Die Daten wurden während des Wiedereintritts erfolgreich an die Bodenstationen übertragen. Die Mission dauerte 32 Minuten und endete mit dem Einschlag der Sonde im Atlantik in einer Entfernung von 8.256 km südöstlich vom Startort.

## Flüge
| Name   | Datum          | Startrakete       | Startort                         | Masse   | Bemerkungen |
| ------ | -------------- | ----------------- | -------------------------------- | ------- | ----------- |
| FIRE 1 | 14. April 1964 | Atlas-D Antares-2 | Cape Canaveral Air Force Station | 86,5 kg | Erfolg      |
| FIRE 2 | 25. Mai 1965   | Atlas-D Antares-2 | Cape Canaveral Air Force Station | 86,5 kg | Erfolg      |